# Wolfram Schanda
Wolfram Schanda (* 5. Juli 1966) ist ein ehemaliger deutscher Fußballspieler.

## Karriere
Der 1,78 m große Mittelfeldspieler absolvierte in den Jahren 1984 bis 1993 insgesamt 40 Spiele in der 2. Fußball-Bundesliga und erzielte dabei 4 Tore. Als junger Nachwuchsmann schaffte er 1984 beim FC Homburg den Sprung in den Kader der ersten Mannschaft, die gerade Meister der Oberliga Südwest geworden war und den Aufstieg in die 2. Fußball-Bundesliga schaffte. In der Saison 1985/86 feierte Wolfram Schanda mit dem FCH sogar die Meisterschaft der zweiten Liga und den Bundesliga-Aufstieg, aufgrund mangelnder Perspektiven wechselte er jedoch zurück in die Oberliga Südwest zu Eintracht Trier. Mit der Eintracht wurde er 1987 wiederum Meister der Oberliga Südwest und zweimal Deutscher Amateurmeister 1988 und 1989. Mit dem SV Waldhof Mannheim scheiterte er in der 2. Fußball-Bundesliga 1992/93 als Tabellenvierter nur knapp am Aufstieg.

## Stationen als Spieler
- 1984–1986 FC 08 Homburg
- 1986–1992 Eintracht Trier
- 1992–1993 SV Waldhof Mannheim